# Sea Ranch Lakes
Sea Ranch Lakes es una villa ubicada en el condado de Broward en el estado de Florida, en Estados Unidos. En el Censo de 2010 tenía una población de 670 habitantes y una densidad poblacional de 1.333,45 personas por km².

## Geografía
Sea Ranch Lakes se encuentra ubicada en las coordenadas 26°12′00″N 80°5′54″O / 26.20000, -80.09833. Según la Oficina del Censo de los Estados Unidos, Sea Ranch Lakes tiene una superficie total de 0.5 km², de la cual 0.46 km² corresponden a tierra firme y (8.76%) 0.04 km² es agua.

## Demografía
Según el censo de 2010, había 670 personas residiendo en Sea Ranch Lakes. La densidad de población era de 1.333,45 hab./km². De los 670 habitantes, Sea Ranch Lakes estaba compuesto por el 97.31% blancos, el 0.6% eran afroamericanos, el 0.15% eran amerindios, el 0.6% eran asiáticos, el 0% eran isleños del Pacífico, el 0.75% eran de otras razas y el 0.6% pertenecían a dos o más razas. Del total de la población el 9.7% eran hispanos o latinos de cualquier raza.